# Битва при Альтенеше
Битва при Альтенеше (нем. Schlacht bei Altenesch) — состоявшееся у Альтенеша 27 мая 1234 г. сражение Штедингенского крестового похода между штедингами и объединённым войском графства Ольденбург и Бременского архиепископства, завершившееся победой крестоносцев.

## Предыстория
Власть над Штедингеном не была в единых руках. Графы Ольденбургские имели права бейливика под сюзеренитетом архиепископов Бремена и строили замки, однако вольный имперский город Бремен также пытался утвердиться в регионе. Конфликт между епископом и штедингами разразился вокруг уплаты налогов, от которых они должны были быть освобождены из-за участия в колонизации Везермарша.
Первые восстания начались к северу от реки Хунте ещё в 1204 году. С 1212 по 1214 год штединги разрушили несколько замков и заключили перемирие с архиепископом Бремена Герхардом II в 1216 г., но через четыре года отказались платить ему какие-либо налоги. Затем он отлучил их от церкви, после Бременского постного синода в 1230 г. их преследовали как еретиков. В 1232 году архиепископ убедил папу римского Григория IX разрешить ему проповедовать крестовый поход против штедингов; среди прочего из-за их нападения на монастырь Худе.
В июне 1233 года крестоносная армия провела успешную кампанию в Ост-Штедингене, но нападение на Вест-Штединген в июле закончилось поражением в битве в лесу Хеммельскамп и гибелью графа Ольденбург-Вильдесхаузена Бурхарда.

## Сражение
27 мая 1234 г. войско крестоносцев численностью от 4 до 8 тыс. солдат (из которых от 600 до 1 тыс. были рыцарями) сразилось с войском штедингов размером 2 — 4 тыс. Битва завершилась победой крестоносцев.

## Потери
Потери штедингов разные источники оценивают следующим образом:
- Эрфуртcкие анналы — всё войско, а также сопровождавшие их женщины и дети,
- Штаденские анналы — 6 тыс.,
- Растедтская хроника — 4 тыс.,
- Кёльнская королевская хроника — 2 тыс.[1]

Неизвестному числу штедингов удалось бежать в Рюстрингенским фризам, где они основали город Штадланд.
Теперь налоги должны были платить все штединги, даже ранее освобождённые от них по заключённым договорам.

## Память

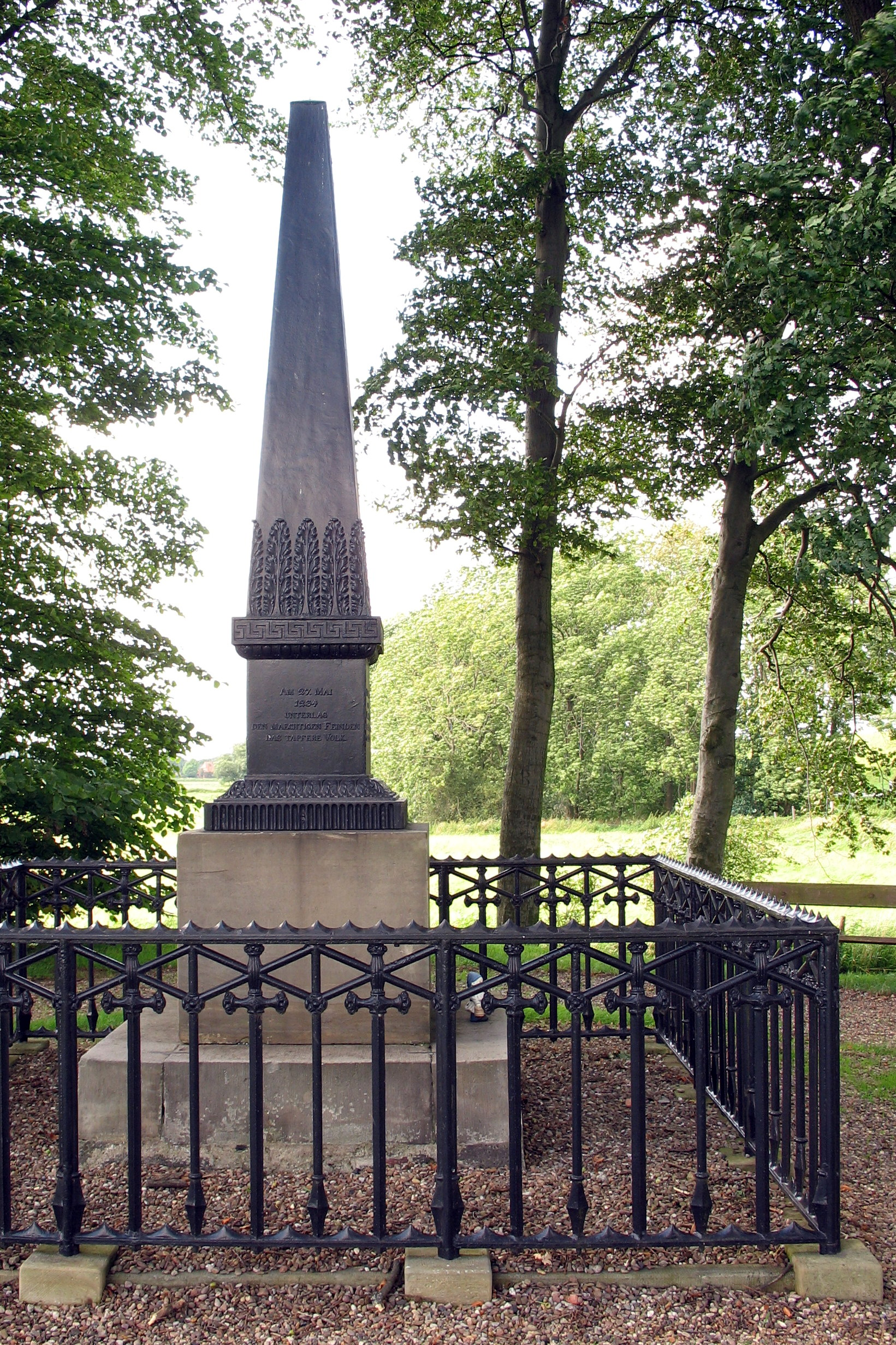
Обелиск святому Виту.

- На самом поле битвы в 1299 г. была построена церковь Святого Галла, освящённая ещё в 1299 году.
- В 1834 г. установлен чугунный обелиск, посвящённый святому Виту и штедингам.
- Во времена Третьего рейха в театре под открытым небом Стедингзере в Букхольцберге был поставлен спектакль в память о битве.
- В Бремене есть улицы в честь Штедингена и полководцев штедингов Таммо, Детмара и Болько.
- 27 мая 2009 г. в честь 775-летиюя Альтенеша состоялся луговой спектакль с реконструкцией батальных сцен.